# Horace Bolingbroke Woodward
Horace Bolingbroke Woodward (20 de agosto de 1848 — Croydon, 6 de fevereiro de 1914) foi um geólogo britânico.
Foi eleito Fellow of the Royal Society em 1896. Foi laureado com a medalha Murchison em 1897 e com a medalha Wollaston de 1909 da Sociedade Geológica de Londres.
Filho do geólogo Samuel Pickworth Woodward (1821-1865} e neto do geólogo e antiquário Samuel Woodward (1790-1838).